# 우쓰쓰가와역
우쓰쓰가와역(일본어: 現川駅)은 일본 나가사키현 나가사키시에 있는 규슈 여객철도 나가사키 본선의 역이다. 상대식 승강장 2면 2선의 구조를 지닌 지상역이다.

## 타는 곳
| 1 | ■ 나가사키 본선 | (상행) | 기키쓰 · 이사하야 · 오무라 · 도스 ·사세보 방면 |
| 2 | ■ 나가사키 본선 | (하행) | 나가사키 방면                                  |

## 이용 현황
| 연도     | 하루 평균 승차 인원 |
| 2000년도 | 289                 |
| 2001년도 | 343                 |
| 2002년도 | 391                 |
| 2003년도 | 414                 |
| 2004년도 | 417                 |
| 2005년도 | 456                 |
| 2006년도 | 493                 |
| -------- | ------------------- |

## 역 주변
- 나가사키 준신대학
- 나가사키 준신대학 단기대학

## 인접 역
| 나가사키 본선      | 나가사키 본선            | 나가사키 본선          |
| ------------------ | ------------------------ | ---------------------- |
| 기키쓰 도스 방면   | ■ 쾌속 '시사이드 라이너' | 우라카미 나가사키 방면 |
| 히젠코가 도스 방면 | ■ 보통                   | 우라카미 나가사키 방면 |